# Pararozanilin
Pararozanilin (C.I. 42500) je organski spoj kemijske formule [(H2NC6H4)3C]Cl. Riječ je o krutoj tvari boje magenta koja se kao bojilo koristi na razne načine. To je jedna od četiri komponente osnovnog fuksina (ostali su rosanilin, novi fuksin i magenta II.) Strukturno je povezan s drugim triarilmetanskim bojilima koje se nazivaju metil ljubičaste, uključujući kristalno ljubičastu, koje sadrže metilne skupine na dušiku. Priprema se kondenzacijom anilina i para-aminobenzaldehida. Na drugi način nastaje oksidacijom 4,4'-bis (aminofenil) metana u prisutnosti anilina. Koristi se za bojanje poliakrilonitrilnih vlakana. Pararosanilin se koristi kao kolorimetrijski test za aldehide, u Schiffovom testu. Jedina je osnovna fuksinska komponenta prikladna za stvaranje aldehid-fuksinskog močila za beta stanice gušterače. Koristi se i kao antišistosomal GB 908634 (1962. Parke Davis & Co).

## Triarilmetanska bojila
Triarilmetanska bojila su bojila koja se izvode strukturno od bezbojnog trifenilmetana (C6H5)3CH. Najčešća među njima su trifenilmetanska, a manji dio pripada derivatima difenil-naftilmetana C10H7·CH·(C6H5)2. U para-položaju prema centralnom ugljikovu atomu moraju se u molekuli nalaziti na arilnim grupacijama najmanje dvije auksokromne skupine. Kromofor je ove skupine p-kinonoidna grupacija O=C6H4=O, odnosno 0=C6H4=NH. Prema broju i karakteru auksokromnih grupa dijele se ta bojila na trifenilmetanske derivate s dvije amino-grupe, na iste derivate s tri amino-grupe, na hidroksi-trifenilmetanske derivate, aminohidroksi-derivate i derivate difenilnaftilmetana. U svakoj od ovih grupa nalaze se bojila različitih svojstava bojenja: bazna, kisela, močilna i bojeni lakovi. Ako molekula bojila sadrži grupu —COOH u o-položaju prema grupi —OH, bojilo je močilno. Uvođenjem sulfonskih grupa u molekulu dobivaju se od baznih bojila kisela. Sulfonske grupe koje se nalaze u o-položaju prema centralnom ugljikovom atomu povećavaju postojanost prema alkalijama. Bojeni lakovi nastaju od baznih bojila taloženjem s fosformolibdenskom ili fosforvolframskom kiselinom. Trifenilmetanskim bojilima postižu se neobično živahna, briljantna i čista obojenja crvene, ljubičaste, modre i zelene boje, ali su im postojanosti općenito niske, osobito na svjetlu i prema alkalnoj obradi. Zbog toga im upotreba sve više opada u korist postojanih bojila. Bazni predstavnici se najviše upotrebljavaju za bojenje svile i močenog pamuka, a kiseli i močilni za bojenje vune. Najveće količine ovih bojila troše se izvan tekstilne upotrebe, i to za bojenje papira, drveta, šibica, u proizvodnji grafičkih boja, za tinte, kao boje u kozmetici i prehrambenoj industriji.

### Triamino-derivati trifenilmetana
Triamino-derivati trifenilmetana obuhvaćaju niz proizvoda koji su danas izgubili svoju nekad veliku važnost. Tako je na primjer fuksin, C.I. 42510, koji se dobiva grijanjem smjese anilina i o- i p-toluidina s nitrobenzenom uz željezo i cinkov klorid ili s arsenskom kiselinom, bio jedno od prvih bojila koja su se proizvodila. Ako se na isti način obradi smjesa jednog mola p-toluidina s dva mola anilina, nastaje derivat 4,4/,4//-triaminotrifenilmetana, pararozanilin, C.I. 42500. Važnu ulogu u industriji tinte, grafičkih boja, hektografskih masa i slično ima metil ljubičasta (njem. Methylviolett), C.I. 42535, koji nastaje iz dimetilanilina produhavanjem zraka u prisutnosti vode, kuhinjske soli, bakarnog sulfata i fenola kao katalizatora. Pri tom se jedna metilna grupa oksidira u formaldehid i daje centralni atom ugljika za to bojilo, N-pentametilpararozanilin. Kristalna ljubičasta (njem. Krystallviolett), C.I 42555, upotrebljava se za iste svrhe. Ako se s Michlerovim hidrolom kondenzira N-etil-N-(m-sulfobenzil)-metanilna kiselina, dobije se Echtsaureviolett 10B, C. I. 42571. Patentblau AE, C.I. 42576, nastaje analogno iz N-(m-sulfobenzil)-M-benzilanilina i Michlerova hidrola sulfuriranog u položaju 2. Za tekstilnu upotrebu značajan je Brillantindocyanin 6B, C.I. 42660, koji ima mnogo bolje postojanosti nego druga bojila ove grupe; priprema se kondenzacijom p-klorbenzaldehida s 2 mola N-(m-sulfobenzil)-N-etilanilina oksidacijom i kondenzacijom s p-fenetidinom. Neka praktički važna bojila ove grupe pripremaju se sulfuriranjem drugih manje važnih bojila. Tako na primjer Spritblau T, C.I. 42775, dobiven feniliranjem fuksina anilinom na 180°C, daje nakon sulfuriranja produkte kojima svojstva zavise od stupnja feniliranja i sulfuriranja, a poznati su pod nazivima Alkaliblau (C.I. 42750), Wasserblau (C.I. 42755) i Tintenblau (C.I. 42780).